# Znělá labiodentální frikativa
Znělá labiodentální frikativa je souhláska, která se vyskytuje v mnoha jazycích. V mezinárodní fonetické abecedě se označuje symbolem v, číselné označení IPA je 129, ekvivalentním symbolem v SAMPA je v.

## Charakteristika
- Způsob artikulace: třená souhláska (frikativa). Vytváří se pomocí úžiny (konstrikce), která se staví do proudu vzduchu, čímž vzniká šum – od toho též označení úžinová souhláska (konstriktiva).
- Místo artikulace: retozubná souhláska (labiodentála). Úžina se vytváří mezi horními zuby, při artikulaci se dolní ret dotýká horních zubů.
- Znělost: znělá souhláska – při artikulaci hlasivky vibrují. Neznělým protějškem je f.
- Ústní souhláska – vzduch prochází při artikulaci ústní dutinou.
- Středová souhláska – vzduch proudí převážně přes střed jazyka spíše než přes jeho boky.
- Pulmonická egresivní hláska – vzduch je při artikulaci vytlačován z plic.

## V češtině
V češtině se tato hláska zaznamenává písmenem V, v, v cizích slovech pak také písmenem W, w.
Zajímavostí je, že psané /v/ se vlivem okolních souhlásek vylovuje nezněle, např. ve slově vsadit [fs-], samotné /v/ však znělost okolních souhlásek neovlivňuje, např. ve slově svět [sv-] zůstává /s/ znělé.